# 18 de octubre
El 18 de octubre es el 291.º (ducentésimo nonagésimo primer) día del año —el 292.º (ducentésimo nonagésimo segundo) en los años bisiestos— en el calendario gregoriano. Quedan 74 días para finalizar el año.

## Acontecimientos
- 456 (o 17 de octubre): cerca de Piacenza (actual Italia), los soldados del emperador Avito son vencidos por los del militar romano-ibérico Ricimero, quien se convierte en líder de facto del Imperio romano de Occidente.
- 646: en Toledo (España) se celebra el VII Concilio de Toledo.[1]
- 1009: en Jerusalén, la iglesia del Santo Sepulcro es destruida por el califa Al-Hákim bi-Amrillah.
- 1016: en la Batalla de Assandun, el rey danés Canuto II el Grande vence al rey inglés Edmundo II Ironside, que debió repartir su reino en vida, y sería sucedido por Canuto tras su muerte.
- 1210: en Roma, el papa Inocencio III excomulga al líder alemán Otón IV.
- 1216: en Inglaterra muere el rey Juan I. Le sucede Enrique III, de 9 años.
- 1356: en Suiza, la ciudad de Basilea es destruida por un terremoto.
- 1511: en España, Juana I de Trastámara (Juana la Loca) firma una Carta de Privilegios.
- 1519: en Cholula (México), las fuerzas del conquistador español Hernán Cortés termina la Matanza de Cholula, que había comenzado dos días atrás.
- 1540: las fuerzas del conquistador español Hernando de Soto destruyen la ciudad fortificada de Mabila en la actual Alabama (Estados Unidos), matando a Tuskaloosa.
- 1561: en Japón se libra la Cuarta Batalla de Kawanakajima, en que Takeda Shingen vence a Uesugi Kenshin.
- 1685: en Francia, el rey católico Luis XIV revoca el Edicto de Nantes, que protegía a los franceses protestantes.
- 1748: se firma el Tratado de Aquisgrán que acaba con la guerra de sucesión de Austria.
- 1766: es botado el navío San Juan Nepomuceno en Guarnizo, Cantabria, España.
- 1775: en los Estados Unidos, la poetisa afroestadounidense Phillis Wheatley es liberada de su estado de esclavitud.
- 1809: en Tamames (Salamanca) se libra una batalla en el marco de la guerra de Independencia española.
- 1820: Portoviejo declara su independencia del Imperio español.
- 1851: en los Estados Unidos, Herman Melville pública por primera vez Moby-Dick.
- 1860: la segunda guerra del Opio acaba con la Convención de Pekín con la ratificación del Tratado de Tientsin.
- 1867: Estados Unidos compra a Rusia el territorio de Alaska por 7,2 millones de dólares. Este día se celebra como el «Día de Alaska». Alaska ―que siguió hasta hoy el calendario juliano (como el resto del Imperio ruso) y estaba desfasada 12 días con el resto del mundo (que sigue el calendario gregoriano)― desde ayer 6 de octubre da un salto de 12 días y hoy considera que es 18 de octubre.[2]
- 1884: Se libra el Combate de Genoa (o Genua) cerca de la actual localidad de José de San Martín, Chubut, entre Indios Tehuelches y el Ejército Argentino, marcando el Último Combate de la Conquista del Desierto.
- 1891: en Asunción (Paraguay), se produce la Revolución Liberal en contra de los abusos del gobierno del presidente Juan Gualberto González.
- 1898: Estados Unidos se anexiona la isla de Puerto Rico.
- 1906: la isla de Cuba es azotada por un violento huracán.[3]
- 1908: Bélgica se anexiona el Congo.
- 1912: se inicia la Guerra de los Balcanes.
- 1913: Llegada a Posadas (Misiones, Argentina) de los ferries «Ezequiel Ramos Mejía» y «Roque Sáenz Peña», que desde el 18 de octubre de 1913 tuvieron un rol fundamental en la zona Norte del río Paraná.[4]Estos barcos estuvieron en funciones al momento de producirse varios hechos históricos de la región, como por ejemplo durante el Ciclón de Encarnación de 1926, que en esas semanas posteriores a la tragedia inclusive funcionaron como hospital flotante. También realizaron acciones claves durante la guerra del Chaco paraguayo.
- 1914: en Alemania, el sacerdote José Kentenich funda el Movimiento Apostólico de Schoenstatt.
- 1922: en Londres (Inglaterra) se funda la BBC.
- 1924: llega a Cuba el huracán Diez, de categoría 5. Recorre la zona más pobre del país, la provincia de Pinar del Río, donde mata a unas 90 personas. El meteorólogo José Carlos Millás Hernández (1889-1965) lo describió como el más potente huracán de la Historia de Cuba.[3]
- 1929: en Canadá, una ley declara que las mujeres son personas.
- 1939: en España, se cambia la capitalidad de Burgos a Madrid.
- 1944: en Alemania, Adolf Hitler ordena el establecimiento de la milicia nacional.
- 1944: en el marco de su ofensiva contra las tropas de la Alemania nazi, el ejército de la Unión Soviética penetra en Checoslovaquia.
- 1944: la ciudad de La Habana (Cuba) es azotada por un violento huracán durante 14 horas, con vientos superiores a los 200 km/h (una racha midió 262 km/h durante un minuto). Deja 300 muertos. Se considera la tormenta del siglo, a pesar de que Estados Unidos le da ese nombre al huracán de 1993.[3]
- 1945: En España, la policía franquista detiene al antifranquista Cristino García Granda, quien había luchado en el bando republicano durante la guerra civil española y contra los alemanes en Francia, donde es considerado Héroe Nacional.
- 1945: el programa nuclear de la Unión Soviética obtiene planes de la bomba de plutonio de los Estados Unidos gracias a Klaus Fuchs.
- 1945: en Venezuela, un grupo de militares, liderados por Marcos Pérez Jiménez, Carlos Delgado Chalbaud y Mario Vargas ejecutan un golpe de Estado contra el presidente constitucional Isaías Medina Angarita, que será destituido.
- 1946: En Caracas se inicia la primera Serie Interamericana de Béisbol. Participaron Cervecería Caracas, Sultanes de Monterrey de México, All Cubans de Cuba y Bushwicks de Brooklyn (Estados Unidos), ganando este último la final. Este torneo que buscaba reunir a los mejores equipos de la región, fue el precursor de la Serie del Caribe.
- 1948: En Chile el gobierno de Gabriel González Videla publica en el Diario Oficial la Ley de Defensa Permanente de la Democracia la cual proscribe al Partido Comunista.
- 1951: en el sitio de pruebas nucleares en Semipalatinsk, RSS de Kazajistán, la Unión Soviética hace detonar a 380 m de altura su tercera bomba atómica (la decimonovena de la Historia humana), Mariya (que la CIA bautizó como Joe-3), de 42 kilotones. Es la primera prueba soviética con una bomba arrojada desde un avión.
- 1954: en EE. UU. Texas Instruments anuncia su primer transistor.
- 1968: el Comité Olímpico estadounidense suspende dos atletas negros por hacer el saludo «black power» durante la ceremonia de los Juegos Olímpicos de México 1968.
- 1968: en los Juegos Olímpicos de México, Bob Beamon establece un nuevo récord mundial de 8,90 m en el salto de longitud. Se convertirá en el récord más duradero del atletismo con 23 años de duración, y considerado por el Sports Illustrated como uno de los cinco mejores momentos del deporte del siglo XX.
- 1977: en Argentina se incendia el Teatro Argentino de La Plata.
- 1977: en Ecuador tiene lugar la masacre de Aztra, que dejó más de cien víctimas mortales luego de que la policía abriera fuego contra los trabajadores de un ingenio azucarero que se encontraban en huelga.
- 1989: en la República Democrática Alemana, renuncia el líder Erich Honecker.
- 1989: Estados Unidos lanza la misión Galileo con destino a Júpiter.
- 1991: Azerbaiyán se independiza de la Unión Soviética.
- 2001: lanzamiento del satélite comercial de teledetección QuickBird de DigitalGlobe.
- 2003: despega la misión Soyuz TMA-3 con tres tripulantes, entre ellos el español Pedro Duque rumbo a la Estación Espacial Internacional.
- 2007: en Argentina se inaugura la Línea H (Subte de Buenos Aires).
- 2007: en Karachi (Pakistán) un grupo terrorista realiza un atentado contra el regreso de Benazir Bhutto tras 8 años de exilio: 139 muertos (Atentado terrorista en Karachi).
- 2013: en Redmond (Estados Unidos) sale a la luz la versión oficial de Windows 8.1 y La Versión R2 De Windows Server 2012.
- 2013: Sega lanza al mercado el juego Sonic Lost World.
- 2017: en una zona rural de Cushamen (Patagonia argentina) es encontrado el cadáver del artesano y activista anarquista argentino Santiago Maldonado, fallecido por ahogamiento, y desaparecido durante 78 días.[5]
- 2019: en Santiago (Chile) las movilizaciones contra el alza del transporte público alcanzan su punto cúlmine, dando inicio al estallido social,[6] y al proceso constituyente.[7][8]

## Nacimientos
- 1127: Go-Shirakawa, emperador japonés (f. 1192).
- 1130: Zhu Xi, filósofo chino (f. 1200).
- 1326: María de Francia, noble francesa (f. 1341).
- 1405: Pío II, papa de la Iglesia Católica (f. 1464).
- 1517: Manuel da Nóbrega, sacerdote y misionero portugués-brasileño (f. 1570).
- 1523: Anna Jagiellon, hija de Segismundo I de Polonia (f. 1596).
- 1536: William Lambarde, anticuario y político inglés (f. 1601).
- 1547: Justus Lipsius, filólogo y erudito belga (f. 1606).
- 1552: Isabel de Sajonia, princesa sajona (f. 1590).
- 1553: Luca Marenzio, compositor italiano (f. 1599).
- 1587: Lady Mary Wroth, poeta inglés (f. 1651).
- 1596: Edward Winslow, líder peregrino estadounidense (f. 1655).
- 1616: Nicholas Culpeper, botánico inglés (f. 1654).
- 1634: Luca Giordano, pintor e ilustrador italiano (f. 1705).
- 1653: Abraham van Riebeeck, comerciante y político sudafricano-neerlandés, gobernador general de las Indias Orientales Neerlandesas (f. 1713).
- 1663: Eugenio de Saboya, príncipe y estadista austríaco (f. 1736).
- 1668: Juan Jorge IV, Elector de Sajonia (f. 1694).
- 1701: Charles le Beau, historiador y autor francés (f. 1778).
- 1706: Baldassare Galuppi, jugador y compositor italiano clavecín (f. 1785).
- 1738: Michele de Jorio, jurista, abogado y magistrado italiano (f. 1806).
- 1741: Pierre Choderlos de Laclos, general francés y autor (f. 1803).
- 1765: Servando Teresa de Mier, fraile dominico y precursor de la Independencia de México (f. 1827).
- 1776: John Vanderlyn, pintor estadounidense (f. 1852).
- 1777: Heinrich von Kleist, autor y poeta alemán (f. 1811).
- 1785: Thomas Love Peacock, autor y poeta inglés (f. 1866).
- 1792: Lucas Alamán, político e historiador mexicano (f. 1853).
- 1797: Petrona Rosende, periodista y poetisa uruguaya-argentina (f. 1862).
- 1799: Christian Schönbein, químico germano-suizo (f. 1868).
- 1800: Lucas Aguirre, empresario y mecenas español (f. 1873).
- 1803: Ramón Ferrer Garcés, médico y político español (f. 1872).
- 1803: Lucas de Tornos, catedrático, médico y naturalista español (f. 1882).
- 1804: Mongkut, rey tailandés (f. 1868).
- 1805: Mariano Ospina Rodríguez, fue un político, periodista, educador, empresario y abogado colombiano.  (f. 1885).
- 1808: Marcelino Sosa, militar uruguayo (f. 1844).
- 1813: Ferdinand von Miller, escultor y fundidor de bronce alemán (f. 1887).
- 1813: Camillo Minieri Riccio, historiador y archivista italiano (f. 1882).
- 1818: Friedrich Eduard Hoffmann, inventor alemán (f. 1900).
- 1818: Charles Nahl, pintor estadounidense (f. 1878).
- 1821: Antônio Coelho de Sá e Albuquerque, político brasileño (f. 1868).
- 1822: Midhat Pasha, funcionario y político otomano, 238.º Gran Visir del Imperio Otomano (f. 1883).
- 1824: Juan Valera, escritor español (f. 1905).
- 1825: Verdicenan Kadın, consorte del sultán otomano Abdülmecid I (f. 1889).
- 1829: Claude-Charles Dallet, misionero católico francés (f. 1878).
- 1829: Charles G. Williams, abogado y político estadounidense (f. 1892).
- 1831: Federico III, emperador alemán (f. 1888).
- 1833: Cristoforo Benigno Crespi, emprendedor de la industria textil italiano (f. 1920).
- 1836: Kusunose Kita, activista por los derechos de la mujer y sufragista japonesa (f. 1920).
- 1836: Ellen Browning Scripps, filántropa estadounidense (f. 1932).
- 1837: Ramón Corona, militar y político mexicano (f. 1889).
- 1838: Alfred Fouillée, filósofo francés (f. 1912).
- 1841: Emilie Barrington, biógrafa y novelista británica (f. 1841).
- 1841: María de la O Flores Fernández, filántropa española (f. 1916).
- 1841: Lucas Mallada, geólogo español (f. 1921).
- 1845: Hermann Bollé, arquitecto franco-alemán (f. 1926).
- 1845: José L. Caparó Muñiz, abogado y político peruano (f. 1921).
- 1848: Franz von Wieser, geógrafo e historiador del arte austriaco (f. 1923).
- 1850: Ferdinand von Quast, general de infantería alemán (f. 1939).
- 1852: Nikolái Smetskoi, filántropo y empresario ruso (f. 1931).
- 1857: Ferran de Querol, abogado, político y escritor español (f. 1935).
- 1859: Henri Bergson, filósofo y teólogo francés, Premio Nobel de Literatura en 1927 (f. 1941).
- 1861: Alfredo de la Iglesia, catedrático y escritor español.
- 1864: Camille Douls, explorador francés (f. 1889).
- 1865: Arie de Jong, lingüista y autor neerlandés (f. 1957).
- 1865: Logan Pearsall Smith, autor y crítico estadounidense-inglés (f. 1946).
- 1865: Henri Adrien Tanoux, pintor francés (f. 1923).
- 1866: Rafael Barone, pintor italoargentino (f. 1953).
- 1866: Maximiliano Crespo Rivera, obispo católico colombiano (f. 1940).
- 1866: Demetrio Sodi Guergué, periodista, escritor, jurista y político mexicano (f. 1934).
- 1867: Eliecer Parada, militar y político chileno.
- 1870: John Downes, regatista británico (f. 1943).
- 1870: Daisetsu Teitaro Suzuki, filósofo y monje budista zen japonés (f. 1966).
- 1872: Mijaíl Kuzmin, poeta y autor ruso (f. 1936).
- 1872: Nobu Jo, filántropa japonesa (f. 1959).
- 1872: Edith Rigby, sufragista inglesa (f. 1948).
- 1872: Laura Rodríguez Dulanto, médica peruana (f. 1919).
- 1873: Federico Carlos Bas Vassallo, abogado y político español (f. 1938).
- 1873: Ivanoe Bonomi, abogado y político italiano, 25.º primer ministro de Italia (f. 1951).
- 1873: Manuel Vicente Villarán, jurista, catedrático universitario y político peruano (f. 1958).
- 1875: Lucas Saiz Sevilla,  abogado y político español (f. 1965).
- 1876: Charles Van Den Bussche, regatista belga (f. 1958).
- 1878: Emil Alm, ingeniero eléctrico sueco (f. 1963).
- 1878: Francisco Simplicio, lutier español (f. 1932).
- 1878: Miguel Llobet, compositor español (f. 1938).
- 1878: Clara Longworth de Chambrun, traductora y mecenas de las artes (f. 1954).
- 1878: Augusta Preitinger, pintora germano-neerlandesa (f. 1946).
- 1879: José Machado Ruiz, pintor, dibujante y profesor español (f. 1958).
- 1880: Ze'ev Jabotinsky, general ucraniano-ruso, periodista y teórico (f. 1940).
- 1880: Vlastimil Tusar, político y primer ministro checoslovaco (f. 1924).
- 1881: Max Gerson, médico estadounidense nacido en Alemania (f. 1959).
- 1882: Lucien Petit-Breton, ciclista francés (f. 1917).
- 1883: Aristide Calderini, arqueólogo y epigrafista italiano.
- 1883: Xi Qia, político y militar chino (f. 1950).
- 1884: Lucas Manzano, escritor, periodista, militar y actor venezolano (f. 1966).
- 1885: Eugen Nilsson, actor y cantante sueco (f. 1924).
- 1886: José Lucas Penna, abogado y político argentino (f. 1934).
- 1887: Carl Clarence Kiess, astrónomo estadounidense.
- 1887: Pauline Newman, activista laboral estadounidense (f. 1986).
- 1887: Charles-Edmond Perrin, historiador francés (f. 1974).
- 1887: Takashi Sakai, general y político japonés (f. 1946).
- 1891: Alfredo Arrieta Vaccaro, militar y político argentino (f. 1950).
- 1891: María Orticochea, maestra y educadora uruguaya (f. 1881).
- 1892: Lucretia del Valle Grady, activista política, sufragista y actriz estadounidense (f. 1972).
- 1892: Francisco de Paula Momblanch, escritor, historiador, abogado, periodista y publicista español (f. 1980).
- 1893: Sidney Holland, teniente y político de Nueva Zelanda, 25.º primer ministro de Nueva Zelanda (f. 1961).
- 1893: George Ohsawa, filósofo y académico japonés (f. 1966).
- 1893: Roy Del Ruth, director de cine estadounidense (f. 1961).
- 1894: José Barreda Terry, comandante, profesor y político español (f. 1936).
- 1894: Tibor Déry, autor y traductor húngaro (f. 1977).
- 1894: Roger Limouse, pintor francés (f. 1989).
- 1894: Esther Walker, actriz estadounidense (f. 1943).
- 1895: José Riveros Martínez, militar revolucionario mexicano (f. 1926).
- 1897: Isabel Briggs Myers, teórica y autora estadounidense (f. 1980).
- 1897: Eberhard Kinzel, general alemán (f. 1945).
- 1897: Štefan Tiso, abogado, político y primer ministro eslovaco (f. 1959).
- 1897: Luis Vargas Rosas, pintor chileno (f. 1977).
- 1898: Clemente Biondetti, piloto de automovilismo italiano (f. 1955).
- 1898: George Curzon, oficial de la marina y actor británico (f. 1976).
- 1898: John Ditlev-Simonsen, regatista noruego (f. 2001).
- 1898: Efraín González Luna: político y abogado mexicano (f. 1964).
- 1898: Lotte Lenya, cantante y actriz austriaca (f. 1981).
- 1901: Annette Hanshaw, cantante de jazz estadounidense (f. 1985).
- 1902: Miriam Hopkins, actriz estadounidense (f. 1972).
- 1902: Pascual Jordan, físico y teórico alemán (f. 1980).
- 1903: Lina Radke, corredora y entrenadora alemana (f. 1983).
- 1904: Haim Shirman, académico y académico ucraniano-israelí (f. 1981).
- 1905: Jan Gies, activista neerlandés (f. 1993).
- 1905: Félix Houphouët-Boigny, líder y político sindical marfileño, presidente de Costa de Marfil (f. 1993).
- 1906: James Brooks, pintor y educador estadounidense (f. 1992).
- 1907: Jeanne Mandello, artista y fotógrafa experimental alemana (f. 2001).
- 1909: Norberto Bobbio, filósofo y teórico italiano (f. 2004).
- 1913: Evelyn Venable, actriz estadounidense (f. 1993).
- 1914: Norman Chaney, actor infantil estadounidense (f. 1936).
- 1915: Arturo Abella Rodríguez,  fue un periodista, escritor e historiador colombiano, conocido por su estudio sociológico El florero de Llorente.(f. 2006).
- 1915: Victor Sen Yung, actor estadounidense (f. 1980).
- 1917: Maria Laura Lopes, matemática, investigadora y profesora universitaria brasileña (f. 2013).
- 1918: Konstantinos Mitsotakis, abogado y político griego, 178 ° primer ministro de Grecia (f. 2017).
- 1918: Bobby Troup, cantante, compositor, pianista y actor estadounidense (f. 1999).
- 1919: Anita O'Day, cantante estadounidense (f. 2006).
- 1919: Eunice Odio, poetisa costarricense (f. 1974).
- 1919: Pierre Trudeau, abogado, académico y político canadiense, 15.º primer ministro de Canadá (f. 2000).
- 1919: Camilla Williams, soprano y educador estadounidense (f. 2012).
- 1920: Melina Mercouri, actriz, cantante y política griega, 9.º ministro de Cultura de Grecia (f. 1994).
- 1921: Jesse Helms, periodista y político estadounidense (f. 2008).
- 1924: Anneli Aarika-Szrok, cantante de ópera finlandesa (f. 2004).
- 1925: Ramiz Alia, político albanés, presidente de Albania (f. 2011).
- 1925: Ben Haden, ministro presbiteriano estadounidense (f. 2013).
- 1926: Chuck Berry, cantante, compositor y guitarrista estadounidense (f. 2017).
- 1926: Klaus Kinski, actor, director y guionista germano-estadounidense (f. 1991).
- 1927: George C. Scott, actor y director estadounidense (f. 1999).
- 1927: Norman Horrocks, bibliotecario y profesor universitario británico-canadiense (f. 2010).
- 1928: Maurice El Mediouni, pianista y compositor argelino (f. 2024).
- 1928: Ernest Simoni, cardenal albanés.
- 1929: Violeta Chamorro, periodista y política nicaragüense, presidenta de Nicaragua entre 1990 y 1997 (f. 2025).
- 1930: Esther Hautzig, autora lituano-estadounidense (f. 2009).
- 1930: Frank Carlucci, político estadounidense (f. 2018).
- 1932: Vytautas Landsbergis, musicólogo y político lituano, Presidente de Lituania entre 1990 y 1992.
- 1933: Forrest Gregg, jugador y entrenador de fútbol americano (f. 2019).
- 1933: Irwin F. Jacobs, ingeniero eléctrico estadounidense, empresario y emprendedor.
- 1933: Ludovico Scarfiotti, piloto de carreras italiano (f. 1968).
- 1934: Inger Stevens, actriz sueco-estadounidense (f. 1970).
- 1934: Sergio de Bustamante, cantante y actor mexicano (f. 2014).
- 1935: Peter Boyle, actor estadounidense (f. 2006).
- 1935: Theodore E. Gildred, empresario y diplomático estadounidense (f. 2019).
- 1936: Jaime Lucas Ortega y Alamino, cardenal cubano (f. 2019).
- 1936: Eric Rochat, guionista, productor y director de cine francés (f. 2003).
- 1938: Dawn Wells, actriz estadounidense (f. 2020).
- 1939: Flavio Cotti, político suizo, presidente de Suiza en 1991 y 1998 (f. 2020).
- 1939: Lee Harvey Oswald, asesino estadounidense de John F. Kennedy (f. 1963).
- 1939: Jan Erik Vold, poeta, autor y traductor noruego.
- 1940: Cynthia Weil, compositora estadounidense (f. 2023).
- 1942: Gianfranco Ravasi, cardenal y erudito italiano.
- 1942: Juan Tamariz, ilusionista español.
- 1944: Charles-Albert Antille, empresario y político suizo (f. 2024).
- 1944: Nelson Freire, pianista brasileño (f. 2021).
- 1945: Huell Howser, presentador y actor de televisión estadounidense (f. 2013).
- 1945: Norio Wakamoto, seiyū japonés.
- 1946: James Robert Baker, autor y guionista estadounidense (f. 1997).
- 1946: Ernesto Blume, abogado y político peruano.
- 1946: Frank Beamer, jugador de fútbol americano y entrenador.
- 1946: Howard Shore, compositor, director y productor canadiense.
- 1946: Adolfo Chuiman, actor peruano.
- 1947: Job Cohen, erudito y político neerlandés, alcalde de Ámsterdam.
- 1947: James Fallon, neurocientífico estadounidense (f. 2023).
- 1947: Laura Nyro, cantante y compositora y pianista estadounidense (f. 1997).
- 1948: Ntozake Shange, autor, poeta y dramaturgo estadounidense (f. 2018).
- 1949: Gary Richrath, guitarrista, compositor y productor estadounidense (f. 2015).
- 1949: Fanny Rubio, poeta y académica española.
- 1950: Om Puri, actor indio (f. 2017).
- 1950: Wendy Wasserstein, dramaturgo y autor estadounidense (f. 2006).
- 1951: Pam Dawber, actriz y productora estadounidense.
- 1951: Terry McMillan, autor y guionista estadounidense.
- 1952: Elsa Mabel Barbería, historiadora argentina (f. 1995).
- 1952: Chuck Lorre, director, productor y guionista estadounidense.
- 1952: Bảo Ninh, soldado y autor vietnamita.
- 1953: Silvia Navarrete, pianista mexicana.
- 1954: Miguel Piñera, cantante y empresario chileno (f. 2025).
- 1955: David Twohy, director, productor y guionista estadounidense.
- 1955: Rita Verdonk, periodista y política neerlandesa, ministro de Justicia neerlandés.
- 1956: Craig Bartlett, animador, productor y guionista estadounidense.
- 1956: Martina Navratilova, tenista y entrenadora checo-estadounidense.
- 1957: Catherine Ringer, cantante, compositora, bailarina y actriz francesa.
- 1958: Thomas Hearns, boxeador estadounidense.
- 1959: Mauricio Funes, político salvadoreño, Presidente de El Salvador entre 2009 y 2014 (f. 2025).
- 1959: Milcho Manchevski, director y guionista macedonio-estadounidense.
- 1960: Dan Johnson, líder religioso y político estadounidense (f. 2017).
- 1960: Mary Lewis, judoka estadounidense.
- 1960: Eduardo-Javier de Lobkowicz, aristócrata y militar francés.

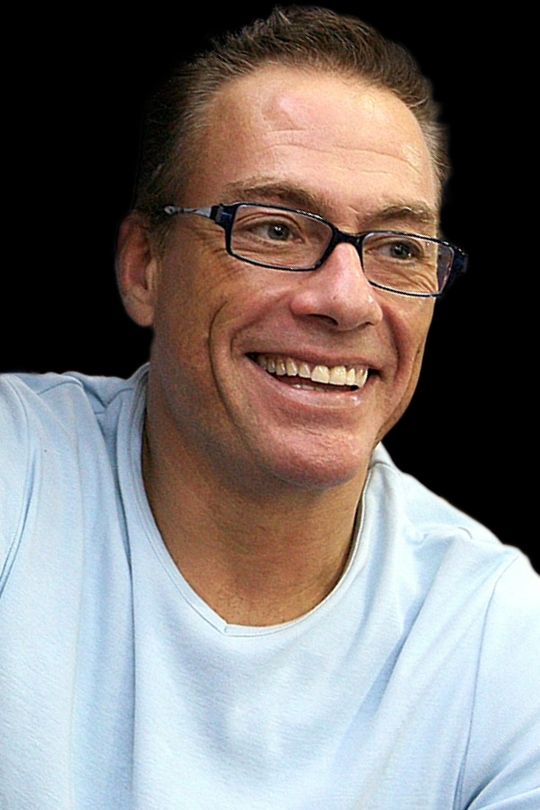
Jean-Claude Van Damme

- 1960: Jean-Claude Van Damme, artista marcial belga, actor y productor y guionista.
- 1961: Daniel Colombo, escritor y comunicador argentino.
- 1961: Wynton Marsalis, trompetista, compositor y educador estadounidense.
- 1961: Rick Moody, autor y compositor estadounidense.
- 1962: Harriet Hageman, abogada y política estadounidense.
- 1962: Vincent Spano, actor, director y productor estadounidense.
- 1963: Durich Whittembury, ingeniero químico y funcionario público peruano
- 1964: Dan Lilker, cantante y compositor estadounidense y bajista.
- 1964: Charles Stross, periodista inglés, autor y programador.
- 1964 Lourdes Robles, cantante y actriz Puertorriqueña
- 1965: Zakir Naik, predicador islámico indio.
- 1966: Karim El-Mahouab, balonmanista argelino.
- 1966: Dave Price, periodista estadounidense y presentador de juegos.
- 1966: Alberto Uy, obispo católico filipino.
- 1967: Paul Monaghan, ingiero británico de Fórmula 1.
- 1968: Fernando Soto, actor español.
- 1968: Michael Stich, tenista y comentarista deportivo alemán.
- 1969: Álvaro Henríquez, músico chileno.
- 1969: Nelson Vivas, futbolista argentino y entrenador.
- 1972: Mika Ninagawa, fotógrafo y director japonés.
- 1972: Alex Tagliani, piloto de carreras canadiense.
- 1972: Abigael González Valencia, narcotraficante mexicano.
- 1972: Park Ho-san, actor surcoreano.
- 1973: Michalis Kapsis, futbolista griego.
- 1973: Myron Walden, saxofonista, flautista y clarinetista bajo de jazz estadounidense.
- 1973: Sarah Winckless, remero inglés.
- 1974: Noboru Kaneko, actor japonés.
- 1974: Jeremy Scahill, periodista estadounidense.
- 1974: Robbie Savage, futbolista y comentarista deportivo galés.
- 1974: Peter Svensson, guitarrista y compositor sueco.
- 1974: Amy Webb, escritora y directora ejecutiva estadounidense.
- 1974: Zhou Xun, actriz y cantante china.
- 1975: Alex Cora, jugador de béisbol puertorriqueño-estadounidense, comentarista deportivo y mánager.
- 1975: Josh Sawyer, diseñador de videojuegos estadounidense.
- 1977: Ryan Nelsen, jugador y entrenador de fútbol neozelandés-estadounidense.
- 1977: Simon Rix, bajista británico de la banda Kaiser Chiefs.
- 1977: Jyothika, actriz india.
- 1978: Valeri Falkov, jurista y político ruso.
- 1978: Jake Farrow, actor y guionista de televisión noruego.
- 1978: Minoru Shiraishi, seiyū japonés.
- 1978: Mike Tindall, jugador de rugby inglés.
- 1979: Jaroslav Drobný, futbolista checo.
- 1979: Ne-Yo, cantante, compositor, productor discográfico, bailarín y actor estadounidense.
- 1979: Kenji Wu, cantante y compositor taiwanés.
- 1980: Andrés Luis Dorado, torero español.
- 1980: Colby Keller, actor pornográfico estadounidense.
- 1980: Daniel Rodrigo Martins, presentador de televisión, locutor de radio, actor, actor de voz y cantante argentino.
- 1980: Natasha Rothwell, actriz, comediante y guionista estadounidense.
- 1980: Rebecca Watson, escritora, bloguera y podcaster estadounidense.
- 1981: Bruno Capinan, cantante brasileño-canadiense.
- 1981: Polizumba, policía e influencer colombiano.
- 1981: One Pound Fish Man, pescadero y cantante pakistaní-británico.
- 1981: Juan Carlos Rodríguez, cantante dominicano.
- 1981: Francisco Sanabria, político y empresario uruguayo.
- 1982: Thierry Amiel, cantante y compositor francés.
- 1982: Simon Gotch, luchador estadounidense.
- 1982: Svitlana Loboda, cantante ucraniana.
- 1983: Dante, futbolista brasileño.
- 1984: Robert Harting, lanzador de disco alemán.
- 1984: Freida Pinto, actriz y modelo india.
- 1984: Esperanza Spalding, cantante, compositora y bajista estadounidense.
- 1984: Lindsey Vonn, esquiadora estadounidense.
- 1984: Milo Yiannopoulos, bloguero, periodista, orador y escritor polemista británico.
- 1985: Yoenis Céspedes, beisbolista cubano.
- 1986: Wilma Elles, actriz y diseñadora de moda alemana.
- 1987: Zac Efron, actor y cantante estadounidense.
- 1987: Freja Beha Erichsen, modelo danés.
- 1988: Dane Cameron, piloto de automovilismo estadounidense.
- 1988: Marco Antonio Guerrero, cantante peruano de cumbia y salsa.
- 1988: Hwang Hee, actor y modelo surcoreano.
- 1988: Kento Itō, seiyū japonés.
- 1988: Nils Molin, vocalista sueco de la banda Amaranthe.
- 1988: Sam Quek, ex jugadora de hockey sobre césped y presentadora de la televisión inglesa.
- 1988: Rosa Diletta Rossi, actriz italiana.
- 1988: Samuel Viyuela, actor español.
- 1989: Sarah Elago, activista y política filipina.
- 1989: Riisa Naka, actriz japonesa.
- 1990: Derrick Coleman, jugador de fútbol americano estadounidense.
- 1990: Brittney Griner, jugador de baloncesto estadounidense.
- 1990: Óscar Opazo, futbolista profesional chileno.
- 1991: Sebastián Badilla, dramaturgo , director de cine, guionista, escritor , productor y actor chileno.
- 1991: Morgan Escaré, rugbista francés.
- 1991: Zohran Mamdani, político estadounidense.
- 1991: Tyler Posey, actor y músico estadounidense.
- 1991: Toby Regbo, actor británico.
- 1992: Tana Gilbert, directora de cine chilena.
- 1992: Barry Keoghan, actor irlandés.
- 1992: Nil Moliner, músico, compositor y cantautor español.
- 1993: Ivan Cavaleiro, futbolista profesional portugués.
- 1993: Zarina Dias, tenista kazaja.
- 1993: João Pedro Sorgi, tenista brasileño.
- 1994: Laurelle Brown, triatleta zimbabuense.
- 1994: Axumawit Embaye, atleta etíope.
- 1994: Laurent Lokoli, tenista francés.
- 1994: Shota Mishvelidze, levantador de pesas georgiano.
- 1994: Mandy Muse, actriz pornográfica estadounidense.
- 1994: Pascal Wehrlein, piloto de automovilismo alemán-mauriciano.
- 1995: Agoney, cantante español.
- 1995: Lisa Emmert, deportista estadounidense de tiro.
- 1995: Megumi Horikawa, judoka japonesa.
- 1995: Amber Mariano, agente de bienes raíces y política estadounidense.
- 1995: Kazuki Ura, seiyū japonés.
- 1995: Enver Yıldırım, esgrimista turco.
- 1996: Antoine Bellier, tenista suizo.
- 1996: Anna Gas, poetisa española.
- 1996: Jorge Hernández, deportista mexicano de taekwondo.
- 1996: Maxime Janvier, tenista francés.
- 1996: Nadji Jeter, actor estadounidense.
- 1996: Courtney John Lock, tenista zimbabuense.
- 1996: Erika Mongelós, deportista paraguaya de voleibol de playa.
- 1996: Julia Sinning, modelo y actriz neerlandesa.
- 1997: Marem Ladson, cantante española-estadounidense.
- 1998: Monica Avanesyan, cantante armenia.
- 1999: Joseph Stockdale, jinete británico.
- 1999: Lirim Zendeli, piloto de automovilismo alemán.
- 2000: Sophie Thatcher, actriz estadounidense.
- 2001: Kristóf Kollár, piragüista húngaro.
- 2001: Luana Persíncula, cantante uruguaya.
- 2001: Li Tianma, esquiador acrobático chino.
- 2002: Fatma Damla Altın, atleta paralímpica turca.
- 2002: Vəli İsrafilov, nadador paralímpico azerbaiyano.
- 2002: Lin Wei-Chun, deportista taiwanesa de taekwondo.
- 2010: Andréi Andréiev, actor ruso.

## Fallecimientos
- 33: Agripina la Mayor, noble romana, esposa de Germánico (n. 14  a. C.).
- 613: Sigeberto II de Austrasia, rey de Austrasia y Borgoña (n. 601).
- 707: Juan VII, papa romano entre 705 y 707 (n. ¿?).
- 1035: Sancho III, rey de Pamplona y conde de Aragón (n. c. 992/996).
- 1066 o 1067: Muniadona de Castilla, reina consorte de Pamplona (n. 995).
- 1081: Constancio Ducas, emperador bizantino entre 1060 y 1078 (n. 1060).
- 1101: Hugo de Vermandois, aristócrata francés, hijo de Enrique I (n. 1053).
- 1141: Leopoldo IV, rey austriaco (n. c. 1108).
- 1216: Juan I, rey inglés (n. 1166).
- 1399: Canfrancesco della Scala,  político y militar italiano (n. 1385).
- 1403: Martín de Zalba, obispo de Pamplona (n. c. 1337).
- 1417: Gregorio XII, papa católico (n. c. 1326).
- 1503: Pío III, papa católico en 1503 (n. 1439).
- 1526: Lucas Vázquez de Ayllón, explorador español (n. c. 1478).
- 1541: Margarita Tudor, reina escocesa (n. 1489).
- 1545: John Taverner, compositor inglés (n. c. 1490).
- 1558: María de Hungría, aristócrata española, hija de Felipe el Hermoso y de Juana I de Castilla (n. 1505).
- 1562: Pedro de Alcántara, religioso español (n. 1499).
- 1570: Manuel da Nóbrega, jesuita portugués (n, 1517).
- 1646: Isaac Jogues, misionero jesuita francés (n. 1607).
- 1667: Fasilides, emperador etíope (n. 1603).
- 1678: Jacob Jordaens, pintor barroco flamenco (n. 1593).
- 1712: Lorenzo Antonio de Granda y Balbín, gobernador español de Costa Rica (n. 1651).
- 1739: Antônio José da Silva, dramaturgo brasileño (n. 1705).
- 1744: Sarah Churchill, aristócrata británica (n. 1660).
- 1775: Pablo de la Cruz, religioso italiano, fundador de la orden de los Pasionistas (n. 1694).
- 1775: Christian August Crusius, filósofo alemán (n. 1715).
- 1783: Francisco Xavier de Oliveira, escritor portugués (n. 1702).
- 1813: Mercedes Ábrego, fue una mártir de la Independencia de Colombia.  (n. 1771 o 1775).
- 1817: Etienne-Nicolas Méhul, compositor francés (n. 1763).
- 1830: Juan Sempere y Guarinos, político, jurista, bibliógrafo y economista español (n. 1754).
- 1832: Julián Sánchez, guerrillero y militar español (n. 1774).
- 1865: Henry Temple, primer ministro británico (n. 1784).
- 1866: Manuel Bulnes, militar y político chileno (n. 1799).
- 1866: Philipp Franz von Siebold, médico y botánico alemán (n. 1796).
- 1871: Charles Babbage, matemático británico, creador de sistemas computacionales (n. 1791).
- 1886: Philipp Franz von Siebold, físico alemán (n. 1796).
- 1889: Antonio Meucci, inventor italiano (n. 1808).
- 1893: Charles Gounod, compositor francés (n. 1818).
- 1898: Juan Alonso Zayas, militar del ejército español (n. 1869).
- 1905: José María Pampillón, militar uruguayo (n. 1831).
- 1908: Nozu Michitsura, militar japonés (n. 1840).
- 1911: Alfred Binet, psicólogo francés (n. 1857).
- 1913: Jarl Hulldén, regatista finlandés (n. 1885).
- 1918: Koloman Moser, pintor, dibujante y diseñador austríaco (n. 1868).
- 1921: Luis III, aristócrata alemán (n. 1845).

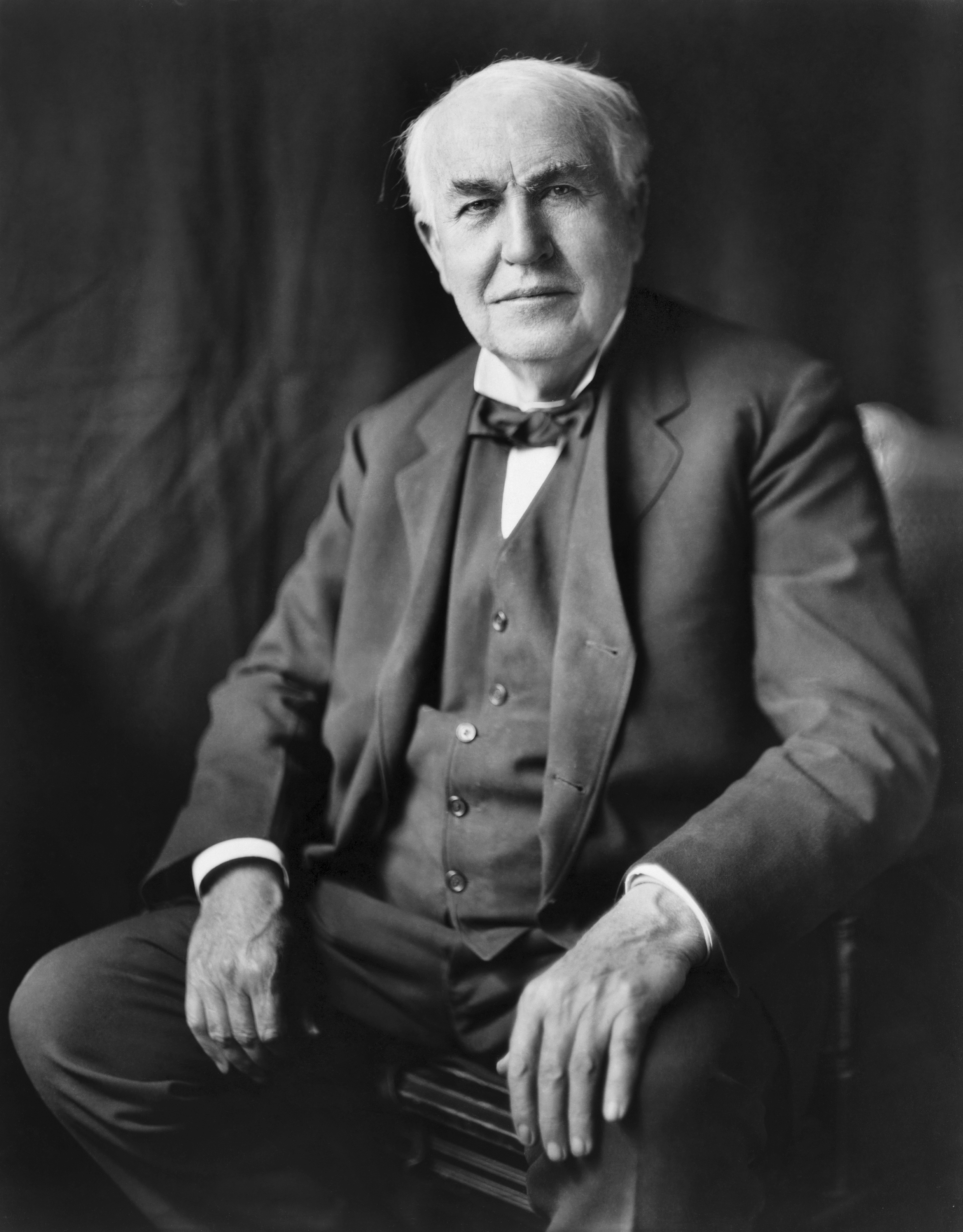
Thomas Alva Edison.

- 1931: Thomas Alva Edison, inventor estadounidense (n. 1847).
- 1932: Ioannis Chrysafis, gimnasta griego (n. 1873).
- 1939: Celestí Boada, político español (n. 1902).
- 1941: Manuel Teixeira Gomes, político portugués, 7.º presidente de Portugal (n. 1860).
- 1942: Mijaíl Nésterov, pintor ruso (n. 1862).
- 1943: Benedictus Hubertus Danser, botánico y taxónomo neerlandés (n. 1891).
- 1944: Viktor Ullmann, pianista y compositor austriaco (n. 1898).
- 1948: Walther von Brauchitsch, mariscal alemán (n. 1881).
- 1955: José Ortega y Gasset, filósofo español (n. 1883).
- 1956: Rafael Estrada y Arnáiz, militar y académico español (n. 1884).
- 1959: Othón P. Blanco, marino mexicano (n. 1868).
- 1959: Francisco Graña Reyes, médico, catedrático, empresario y político peruano (n. 1878).
- 1959: Boughera El Ouafi, atleta argelino (n. 1898).
- 1960: Coriolano Alberini, filósofo argentino (n. 1886).
- 1961: Rodolphe Rubattel, político suizo (n. 1896).
- 1965: Henry Travers, actor británico (n. 1874).
- 1966: Elizabeth Arden, empresaria canadiense (n. 1878).
- 1966: Rafael Sánchez Mazas, escritor y político español (n. 1894).
- 1967: Luis López de Mesa, científico y humanista colombiano (n. 1884).
- 1967: Richard McCreery, militar británico (n. 1898).
- 1973: Margaret Caroline Anderson, editor estadounidense (n. 1886).
- 1973: Leo Strauss, filósofo estadounidense (n. 1899).
- 1974: Anders Lange, político noruego (n. 1904).
- 1975: Al Lettieri, actor estadounidense (n. 1928).
- 1976: Soong Ai-ling, primera china que estudió en los Estados Unidos (n. 1890).
- 1976: Count Ossie, baterista y rastafari jamaicano (n. 1926)
- 1977: Andreas Baader, líder alemán de la Fracción del Ejército Rojo (n. 1943).
- 1977: Gudrun Ensslin, militante alemana de la Fracción del Ejército Rojo (n. 1940).
- 1977: Jan-Carl Raspe, militante alemán de la Fracción del Ejército Rojo (n. 1944).
- 1978: May Wirth, artista de circo australiana (n. 1894).
- 1979: Virgilio Piñera, escritor cubano (n. 1912).
- 1980: Filipp Stárikov, militar soviético (n. 1896)
- 1982: Pierre Mendès France, político francés (n. 1907).
- 1983: Diego Abad de Santillán, anarquista, escritor y editor español (n. 1897).
- 1984: Jon-Erik Hexum, actor estadounidense (n. 1957).
- 1988: Frederick Ashton, bailarín y coreógrafo ecuatoriano (n. 1904).
- 1989: Isaac Lindley, empresario y filántropo peruano (n. 1904).
- 1990: Gato Pérez (Xavier Patricio Pérez), cantautor hispanoargentino (n. 1951).
- 1994: Conchita Montes, actriz española (n. 1914).
- 1995: Claudio Brook, actor mexicano (n. 1927).
- 1996: Luciano Durán Böger, escritor, poeta y novelista boliviano (n.1904).
- 1997: Roberto Goizueta, presidente de The Coca-Cola Company (n. 1932).
- 1997: Sergei Mikhailovich Voronin, matemático ruso (n. 1997).
- 2000: Julie London, actriz y cantante estadounidense (n. 1926).
- 2000: Gwen Verdon, bailarina y actriz estadounidense (n. 1925).
- 2001: Micheline Ostermeyer, atleta y músico francés (n. 1922).
- 2002: Nikolai Rukavishnikov, cosmonauta soviético (n. 1932).
- 2003: Manuel Vázquez Montalbán, escritor español (n. 1939).
- 2005: Johnny Haynes, futbolista británico (n. 1934).
- 2005: Gianfranco Rivoli, director de orquesta y compositor italiano (n. 1921).
- 2007: Lucky Dube, cantautor sudafricano (n. 1964).
- 2008: Xie Jin, cineasta chino (n. 1923).
- 2008: Dee Dee Warwick, cantante de soul estadounidense (n. 1942).
- 2009: Ignacio Ponseti, médico ortopedista infantil español, creador del método que lleva su nombre para el tratamiento del pie equino varo aducto (n. 1914).
- 2010: Juan Miguel Bákula, historiador, escritor y diplomático peruano.
- 2010: Marion Brown, saxofonista estadounidense de jazz (n. 1935).
- 2012: Marvin Lambert, luchador profesional (n. 1977).
- 2013: Francisco Rafael Arellano Félix, narcotraficante mexicano (n. 1949).
- 2013: Ravuri Bharadhwaja, escritor indio (n. 1927).
- 2013: Irena Bieniek-Kotela, arquitecta y urbanista polaca (n. 1922).
- 2013: Mary Carver, actriz estadounidense (n. 1924).
- 2013: Felix Dexter, actor y comediante británico (n. 1961).
- 2013:  Charlie Dickson, futbolista británico (n. 1935).
- 2013: Tom Foley, político estadounidense (n. 1929).
- 2013: Jean-Michel Fouché, futbolista y entrenador francés (n. 1944).
- 2013: Norman Geras, teórico político británico (n. 1943).
- 2014: Eduardo D'Angelo, actor y humorista uruguayo (n. 1939).
- 2014: Efua Dorkenoo, activista ghanesa-británica defensora contra mutilación genital femenina (n. 1949).
- 2014: Rachel Makinson, investigadora científica australiana (n. 1917).
- 2014: Claude Ollier, escritor francés (n. 1922).
- 2015: Franklin April, futbolista namibio (n. 1984).
- 2015: Gamal al-Ghitani, escritor egipcio (n. 1945).
- 2015: Frank Watkins, músico estadounidense, bajista de la banda de death metal Obituary (n. 1968).
- 2017: Danielle Darrieux, actriz francesa (n. 1917).
- 2018: Abdel Rahman Swar al-Dahab, político y militar sudanés, presidente de Sudán entre 1985 y 1986 (n. 1934).
- 2018: Randolph Hokanson, pianista estadounidense (n. 1915).
- 2020: Sid Hartman, periodista estadounidense (n. 1920).
- 2021: Colin Powell, militar, diplomático y político estadounidense (n. 1937).
- 2021: Edita Gruberová, soprano eslovaca (n. 1946).
- 2021: Concha Márquez Piquer, cantante española (n. 1945).
- 2021: Willy Kemp, ciclista luxemburgués (n. 1925).
- 2022: Ole Ellefsæter, esquiador noruego (n. 1939).
- 2022: Valeri Rubakov, físico teórico ruso (n. 1955).
- 2023: Roger Brown, jugador de baloncesto estadounidense (n. 1950).
- 2023: Juanita McNeely, pintora estadounidense (n. 1936).
- 2024: Ginés González García, exministro de salud argentino (n. 1945).
- 2024: Donald B. Redford, egiptólogo y arqueólogo canadiense (n. 1934).

## Celebraciones
- Día Mundial de la Protección a la Naturaleza.[9] Con el objetivo de crear conciencia en la población sobre la necesidad de cuidar el planeta.[10]

- Día Mundial de la Menopausia.[11]Para educar a las mujeres, sobre esta etapa de sus vidas, indicándoles cual es el estilo de vida que deberán llevar, los síntomas que desvelan la llegada de la menopausia y sobre todo, las enfermedades más frecuentes que se desencadenan producto del cambio hormonal. Menopausia es el cese de la actividad de los ovarios, es decir, a la falta de producción de óvulos en la mujer.

- Día Internacional de la Guitarra. Esta celebración, en la cual participan más de 130 países y 800 ciudades, se estableció el 18 de octubre de 2021 por iniciativa del guitarrista griego Yorgos Foudoulis, bajo los auspicios de la Unesco.

- Día Internacional de los Leggings.[12]Licras o pantalones elásticos ajustados a la piel, usados por mujeres.

Compartidas
- Unión Europea
  - Día Europeo contra la Trata de Personas.[13]

 Por países
(Por orden alfabético)
- Argentina:
  - Día de la Sanidad Militar.[14]La Sanidad Militar promueve y protege la salud del personal del Ejército Argentino. También, proporciona apoyo a la comunidad poniendo a disposición personal, infraestructura y medios para atender a los damnificados de desastres naturales y emergencias sociales.
    -  Misiones: 
      - Se funda la ciudad de Posadas: 18 de octubre de 1872 (152 años).[15]La entonces Trincheras de San José oficializaba su primera corporación municipal, tras una reñida votación vecinal. Se la considera como fecha fundacional de la actual capital de Misiones y también el aniversario del Concejo Deliberante local.[16]
      -  Posadas: Aniversario del Palacio del Mate.[17]

- Azerbaiyán:
  - Día de la Independencia.

- Canadá:
  - Día de las Personas.

- Chile:
  - Día Nacional de las Frutas y Verduras.[18]

- Croacia:
  - Día de la Corbata.

- Estados Unidos:
  - Día del Asistente de Atención Médica.
(en inglés: Health Care Aide Day).
  - Día Sin Barba.
(en inglés: No Beard Day).

- República Dominicana:
  - Día del Sociólogo.[19]En honor a Pedro Francisco Bonó, considerado como el primer sociólogo dominicano, nació en la provincia norteña de Santiago de los Caballeros, el 18 de octubre de 1828.

### Santoral católico
- San Amable de Riom.[20]
- San Asclepíades de Antioquía.

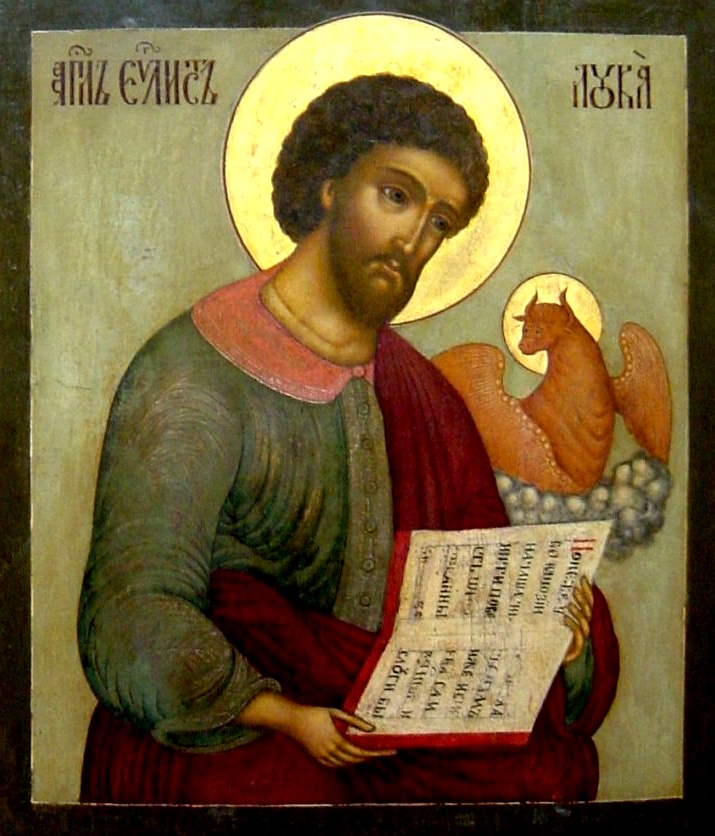
San Lucas en una pintura ortodoxa del (Ucrania).

- San Lucas Evangelista (imagen ilustrativa).
- San Monón de Nassogne.
- Beato Fidel Fuidio Rodríguez.